# Saison 2 de Fringe
Chronologie
Saison 1 Saison 3
Cet article présente le guide des épisodes de la deuxième saison de la série télévisée américaine Fringe.

## Distribution

### Acteurs principaux
- Anna Torv (VF : Odile Cohen) : Olivia Dunham / Fauxlivia
- Joshua Jackson (VF : Alexandre Gillet) : Peter Bishop
- John Noble (VF : Patrick Messe) : Walter Bishop / Walter-ego
- Lance Reddick (VF : Thierry Desroses) : Phillip Broyles
- Blair Brown (VF : Josiane Pinson) : Nina Sharp
- Jasika Nicole (VF : Chantal Macé) : Astrid Farnsworth

### Invités
- Kirk Acevedo (VF : Cyrille Monge) : Charlie Francis (épisodes 1 à 4, 11, 22 et 23)
- Seth Gabel (VF : Laurent Natrella) : Lincoln Lee (épisode 22)

## Épisodes
1. La Traversée
2. Descente souterraine
3. Bombes humaines
4. Souvenirs de l'autre monde
5. Docteur Sommeil et Mister Rêves
6. La Formule
7. Le Côté obscur
8. Observée
9. Médecine chinoise
10. Histoires de fous
11. Ne faire qu'un
12. Le Village des damnés
13. Quarantaine
14. Toxine sélective
15. Jacksonville
16. L'Histoire de Peter
17. Les Anciens Cobayes
18. Une tulipe blanche
19. Le Passage
20. Il était une fois
21. La Rencontre
22. De l'autre côté – 1re partie
23. De l'autre côté – 2e partie

### Épisode 1:La Traversée
- États-Unis /  Canada : 17 septembre 2009 sur FOX / /A\[1]
- Belgique : 7 juillet 2010 sur La Une[2]
- Suisse : 26 août 2010 sur TSR2[3]
- Québec : 2 septembre 2010 sur V
- France : 15 septembre 2010 sur TF1[4]

- États-Unis : 7,82 millions de téléspectateurs[5] (première diffusion)
- France : 2,1 millions de téléspectateurs (première diffusion)

- Kirk Acevedo (l'agent Charlie Francis)
- Luke Goss (Lloyd Parr)
- Ari Graynor (Rachel Dunham)
- Simone Kessell (l'infirmière)
- Meghan Markle (l'agent Amy Jessup)
- Tegan Moss (Rebecca)
- Michael Cerveris l'Observateur)
- Stefan Arngrim (le propriétaire du magasin de machines à écrire)

### Épisode 2:Descente souterraine
- États-Unis : 24 septembre 2009 sur FOX
- Belgique : 7 juillet 2010 sur La Une
- Suisse : 26 août 2010 sur TSR2[3]
- France : 15 septembre 2010 sur TF1
- Québec : 9 septembre 2010 sur V

- États-Unis : 5,73 millions de téléspectateurs[6] (première diffusion)
- France : 1,3 million de téléspectateurs (première diffusion)

- Kirk Acevedo (l'agent Charlie Francis)
- Kevin Corrigan (Sam Weiss)
- Meghan Markle (l'agent Amy Jessup)
- John Savage (Andre Hughes)
- Charles Martin Smith (le shérif Golightly[7])

### Épisode 3:Bombes humaines
- États-Unis : 1er octobre 2009 sur FOX
- Belgique : 14 juillet 2010 sur La Une
- Suisse : 2 septembre 2010 sur TSR2[8]
- France : 22 septembre 2010 sur TF1
- Québec : 16 septembre 2010 sur V

- États-Unis : 6,03 millions de téléspectateurs[9] (première diffusion)
- France : 1,3 million de téléspectateurs (première diffusion)

- Michael Cerveris (l'Observateur)
- Kevin Corrigan (Sam Weiss)
- Stephen McHattie (le colonel Raymond Gordon)
- Navid Negahban (le docteur Malik Yusef)
- Claudette Mink (le capitaine Diane Burgess)
- Patrick Sabongui (Ahmed)
- Barclay Hope (Andrew Burgess)
- Kirsten Robek (Susan Gillespie)

### Épisode 4:Souvenirs de l'autre monde
- États-Unis : 8 octobre 2009 sur FOX
- Belgique : 14 juillet 2010 sur La Une
- Suisse : 9 septembre 2010 sur TSR2[10]
- France : 22 septembre 2010 sur TF1
- Québec : 23 septembre 2010 sur V

- États-Unis : 5,83 millions de téléspectateurs[11] (première diffusion)
- France : 1,6 million de téléspectateurs (première diffusion)

- Kirk Acevedo (l'agent Charlie Francis)
- Sebastian Roché (Thomas Jerome Newton)
- Theresa Russell (Rebecca Kibner)
- Leonard Nimoy (William Bell)
- Roger R. Cross (l'hybride)
- Aaron Craven (Kurt Larsen)
- Ryan McDonald (Brandon)

### Épisode 5:Docteur Sommeil et Mister Rêves
- États-Unis : 15 octobre 2009 sur FOX
- Belgique : 21 juillet 2010 sur La Une[12]
- Suisse : 2 septembre 2010 sur TSR2[8]
- France : 29 septembre 2010 sur TF1
- Québec : 30 septembre 2010 sur V

- États-Unis : 5,78 millions de téléspectateurs[13] (première diffusion)
- France : 2,2 millions de téléspectateurs (première diffusion)

- Kevin Corrigan (Sam Weiss)
- Ravi Kapoor (le docteur Nayak)
- Travis Schuldt (l'agent Kashner)
- Nico Ghisi (Peter enfant)
- Emily Holmes (Jill Leiter)
- Jovanna Huguet (Diana Lamia)
- Drew Nelson (Campbell Langdon)
- Theresa Russell (Rebecca Kibner)

### Épisode 6:La Formule
- États-Unis : 5 novembre 2009 sur FOX
- Belgique : 28 juillet 2010 sur La Une
- Suisse : 9 septembre 2010 sur TSR2[10]
- France : 29 septembre 2010 sur TF1
- Québec : 7 octobre 2010 sur V

- États-Unis : 4,86 millions de téléspectateurs[14] (première diffusion)
- France : 1,3 million de téléspectateurs (première diffusion)

- Ravil Isyanov (Tomas)
- JR Bourne (l'homme mystérieux)
- Gerard Plunkett (le sénateur Van Horn)
- Michelle Harrison (Natalie Dancik)
- Karen Holness (Diane Broyles)

### Épisode 7:Le Côté obscur
- États-Unis : 12 novembre 2009 sur FOX
- Belgique : 28 juillet 2010 sur La Une
- Suisse : 23 septembre 2010 sur TSR2[15]
- France : 6 octobre 2010 sur TF1[16]
- Québec : 14 octobre 2010 sur V

- États-Unis : 5,91 millions de téléspectateurs[17] (première diffusion)
- France : 2 millions de téléspectateurs (première diffusion)

- Cameron Monaghan (Tyler Carson)
- Andrew Airlie (le docteur Carson)
- Vincent Gale (Dobbins)
- Doron Bell (l'officier de police Gibson)
- Philip Cabrita (l'employé de bureau)
- Peter Graham-Gaudreau (Seth Davies)
- John Tench (Patrick Hickey)
- Jacqueline Ann Steuart (Renee Davies)

### Épisode 8:Observée
Pour les articles homonymes, voir August.
- États-Unis : 19 novembre 2009 sur FOX
- Belgique : 4 août 2010 sur La Une
- Suisse : 23 septembre 2010 sur TSR2[15]
- France : 6 octobre 2010 sur TF1[16]
- Québec : 21 octobre 2010 sur V

- États-Unis : 5,9 millions de téléspectateurs[18] (première diffusion)
- France : 1,4 million de téléspectateurs (première diffusion)

- Michael Cerveris (l'Observateur Septembre)
- Jennifer Missoni (Christine Hollis)
- Paul Rae (Donald Long)
- Peter Woodward (l'Observateur Août)
- Ali Liebert (Danielle)
- Eugene Lipinski (l'Observateur Décembre)
- Ryan McDonald (Brandon)
- Lily Pilblad (Ella)

### Épisode 9:Médecine chinoise
- États-Unis : 3 décembre 2009 sur FOX
- Belgique : 4 août 2010 sur La Une
- Suisse : 30 septembre 2010 sur TSR2[19]
- France : 13 octobre 2010 sur TF1[16]
- Québec : 28 octobre 2010 sur V

- États-Unis : 6,94 millions de téléspectateurs[20] (première diffusion)
- France : 2,3 millions de téléspectateurs (première diffusion)

- Tzi Ma (Ming Che)
- Colby Paul (Matt Jarvis)
- Ingrid Torrance (Elizabeth Jarvis)
- Jack Yang (Tao Chen)

### Épisode 10:Histoires de fous
- États-Unis : 10 décembre 2009 sur FOX
- Belgique : 11 août 2010 sur La Une[21]
- Suisse : 30 septembre 2010 sur TSR2[19]
- France : 13 octobre 2010 sur TF1[16]
- Québec : 4 novembre 2010 sur V

- États-Unis : 6,32 millions de téléspectateurs[22] (première diffusion)
- France : 1,4 million de téléspectateurs (première diffusion)

- Jeannetta Arnette (le docteur West)
- Jeff Perry (Joseph Slater)
- Sebastian Roché (Thomas Jerome Newton)
- Roger R. Cross (Smith)
- Leonard Nimoy (William Bell / "le docteur Paris")

La division Fringe enquête sur des cas d'effractions dans des hôpitaux psychiatriques. Lors de ces effractions, des opérations du cerveau ont été pratiquées sur des patients mais rien ne semble manquer sur les lobes. Après un scanner, des zones sont remarquées et semblent s'apparenter à des objets ayant été retirés mais ces morceaux de cerveau n'appartiendraient pas aux sujets opérés. Walter et Peter découvrent que Walter a été sujet à une opération de la même nature des années auparavant. Après un scanner, Peter apprend que les zones absentes des cerveaux des trois patients opérés — et qui ont retrouvé leur santé mentale à la suite de l'opération — correspondent aux zones manquantes dans le cerveau de Walter. Newton enlève Walter et lui révèle que ces morceaux de cerveau contiennent le secret de la construction de la porte inter-univers construite par Walter en 1985. Olivia retrouve Newton mais doit faire un choix difficile, le laisser partir en échange de la vie de Walter ou l'abattre et condamner Walter à mort.

### Épisode 10bis:Ne faire qu'un
- États-Unis : 11 janvier 2010 sur FOX
- France : 28 août 2010 sur TF1[23]
- Belgique : 8 septembre 2010 sur La Une[21]
- Suisse : 7 octobre 2010 sur TSR2[24]
- Québec : 20 octobre 2011 sur V

- États-Unis : 7,719 millions de téléspectateurs[25] (première diffusion)
- France : 1,3 million de téléspectateurs (première diffusion)

- Alice Kremelberg (Lisa Donovan)
- Annie Parisse (Teresa Rusk)
- Scott William Winters (Josh Selleg)
- Sean Dugan (le prêtre)
- Amy Carlson (Maureen Donovan)
- Chazz Menendez (Andrew Rusk)

### Épisode 11:Le Village des damnés
- États-Unis : 14 janvier 2010 sur FOX
- Belgique : 11 août 2010 sur La Une[21]
- Suisse : 7 octobre 2010 sur TSR2[24]
- France : 20 octobre 2010 sur TF1[16]
- Québec : 11 novembre 2010 sur V

- États-Unis : 6,6 millions de téléspectateurs[29] (première diffusion)
- France : 1,9 million de téléspectateurs (première diffusion)

- Martin Cummins (Joe Falls)
- Liam James (Teddy Falls)
- Laura Mennell (Rose Falls)
- Michael O'Neill (le shérif Paul Velchik)
- Kwesi Ameyaw (l'agent Frug)
- David Richmond-Peck (l'inspecteur de la criminelle Kassel)
- Jacob Blair (l'adjoint du shérif Jerry)
- Teach Grant (l'adjoint du shérif Bobby)

Un adolescent est ramassé par une patrouille de police alors qu'il marche dans la nuit, seul, visiblement en fugue. Il est ramené au poste, interrogé et pris en photo lorsque deux individus pénètrent dans le poste de police et assassinent les trois policiers présents au fusil de chasse pour récupérer l'enfant. La division Fringe est appelée, car la photo est celle d'un être au visage difforme.

### Épisode 12:Quarantaine
- États-Unis : 21 janvier 2010 sur FOX
- Belgique : 18 août 2010 sur La Une[21]
- Suisse : 14 octobre 2010 sur TSR2[30]
- France : 20 octobre 2010 sur TF1[16]
- Québec : 18 novembre 2010 sur V

- États-Unis : 6,9 millions de téléspectateurs[31] (première diffusion)
- France : 1,6 million de téléspectateurs (première diffusion)

- Geoff Pierson (Arnold McFadden)
- Natassia Malthe (Linda)
- David Richmond-Peck (l'inspecteur de la Criminelle Kassel)
- Demore Barnes (l'agent Hubert)
- Conrad Coates (Vincent Ames)
- Diana Bang (Nora)
- Nicholas W. von Zill (Vandenkemp)

Pendant que Walter Bishop terrorise des enfants au Boston's Children Science Center (Centre des sciences pour enfants, à Boston) et se fait retirer de ce fait sa carte d'accès, un homme entre dans un immeuble de bureaux et meurt en vaporisant de fines gouttelettes de sang dans l'air. Olivia et Peter arrivent sur les lieux et lorsqu'un début de contagion se présente, Walter conseille la mise en quarantaine de l'immeuble, malgré la présence d'Olivia et de son fils, toujours dans l'immeuble. Le virus semble se comporter comme un être doué de raison, en luttant pour sa survie par une propagation ciblée. Une modélisation mathématique du CDC appelé en renfort, promet une éradication complète de la race humaine en un peu plus de deux semaines.

### Épisode 13:Toxine sélective
- États-Unis : 28 janvier 2010 sur FOX
- Belgique : 18 août 2010 sur La Une[21]
- Suisse : 14 octobre 2010 sur TSR2[30]
- France : 20 octobre 2010 sur TF1[16]
- Québec : 25 novembre 2010 sur V

- États-Unis : 8,9 millions de téléspectateurs[32] (première diffusion)
- France : 1,3 million de téléspectateurs (première diffusion)

- Aaron Brooks (Josh Staller)
- Robin Douglas (Lynn Staller)
- Magda Harout (Nana Staller)
- Clark Middleton (Edward Markham)
- Craig Robert Young (Alfred Hoffman)
- Craig Anderson (XIX) (George)
- Dan Joffre (l'inspecteur Manning)
- Al Miro (Neal)

Quinze personnes d'une même famille d'origine juive meurent mystérieusement de suffocation lors d'un mariage, ce qui justifie l'intervention de la division Fringe. Lorsque neuf personnes possédant la même couleur d'yeux décèdent à leur tour dans un café, Walter commence à suspecter que quelqu'un ait réussi à mettre au point un toxique volatile capable d'être programmé selon l'ADN humain pour tuer de façon sélective. Walter découvre que la base de la formule de cette arme sélective a été créée par son propre père lorsqu'il était en Allemagne avant la Seconde Guerre mondiale. Il met alors un point d'honneur à découvrir qui a créé cet agent toxique moléculaire. Il se met en quête des anciens ouvrages où son père avait rédigé ses comptes rendus de laboratoire. Las, il découvre bien vite que Peter a vendu certains livres pendant qu'il était à l’asile psychiatrique Sainte-Claire. Peter et Dunham en retrouvent une partie chez un artiste, mais dans quel état ! Le responsable des deux premiers attentats veut libérer l'agent toxique lors d'une conférence tiers-mondiste contre le racisme. Mais Walter retourne l'arme contre lui en le ciblant grâce à l'ADN présent sur une écharpe.

### Épisode 14:Jacksonville
- États-Unis : 4 février 2010 sur FOX
- Belgique : 25 août 2010 sur La Une[21]
- Suisse : 21 octobre 2010 sur TSR2[33]
- France : 27 octobre 2010 sur TF1[16]
- Québec : 2 décembre 2010 sur V

- États-Unis : 7,4 millions de téléspectateurs[34] (première diffusion)
- France : 2,2 millions de téléspectateurs (première diffusion)

- Jim True-Frost (Ted Pratchett)
- Sarah Edmondson (Pauline Hess)
- Ada Breker (Olivia enfant)
- Ryan McDonald (Brandon)
- Eugene Lipinski (l'Observateur Décembre)
- Sebastian Roché (Thomas Jerome Newton)

Un mini tremblement de terre à New York, ne touchant qu'un immeuble, n'aurait pas attiré l'attention de la division Fringe, si ce n'était que les cadavres ne soient retrouvés horriblement imbriqués entre eux. Les deux mondes seraient-ils entrés en collision ? Il reste à régler le problème de la réplique durant laquelle un immeuble de masse équivalente pourrait disparaître. Olivia joue un rôle crucial grâce aux expériences faites par Walter, sur elle, dans sa jeunesse. Elle en apprend même un peu plus que prévu.

### Épisode 15:L'Histoire de Peter
- États-Unis : 1er avril 2010 sur FOX
- Belgique : 25 août 2010 sur La Une[21]
- Suisse : 21 octobre 2010 sur TSR2[33]
- France : 27 octobre 2010 sur TF1[16]
- Québec : 8 septembre 2011 sur V

- États-Unis : 5,84 millions de téléspectateurs[35] (première diffusion)
- France : 1,4 million de téléspectateurs (première diffusion)

- Jenni Blong (le docteur Carla Warren)
- Orla Brady (Elizabeth Bishop)
- Michael Cerveris (l'Observateur Septembre)
- Peter Woodward (l'Observateur Août)
- Serge Houde (le général Hames)
- Quinn Lord (Peter enfant)
- Eugene Lipinski (l'Observateur Décembre)

### Épisode 16:Les Anciens Cobayes
- États-Unis : 8 avril 2010 sur FOX
- Belgique : 1er septembre 2010 sur La Une[21]
- Suisse : 28 octobre 2010 sur TSR2[36]
- France : 3 novembre 2010 sur TF1[16]
- Québec : 15 septembre 2011 sur V

- États-Unis : 6,33 millions de téléspectateurs[37] (première diffusion)
- France : 2,2 millions de téléspectateurs (première diffusion)

- Kevin Corrigan (Sam Weiss)
- Diane Kruger (Miranda Greene)
- Omar Metwally (Neil)
- Catherine Barroll (Mrs. Lane)
- Curtis Caravaggio (Ken Messing)
- Jamie Switch (Lloyd Becker)

Lorsqu'une femme est retrouvée morte au volant de sa voiture, la division Fringe est appelée pour comprendre ce qui a pu se passer. Elle était avocate et travaillait sur un cas relié à l'industrie pharmaceutique et est apparemment décédée d'un cancer à évolution extrêmement rapide. Olivia se demande aussi si Peter doit être mis au courant de son passé. Pendant ce temps, Walter parle de ses exploits à skis dans sa jeunesse, découpe des corps pour les cuire dans le four de sa cuisine, tout en faisant des caramels pour Peter.

### Épisode 17:Une tulipe blanche
- États-Unis : 15 avril 2010 sur FOX
- Belgique : 1er septembre 2010 sur La Une[21]
- Suisse : 28 octobre 2010 sur TSR2[36]
- France : 3 novembre 2010 sur TF1[16]
- Québec : 22 septembre 2011 sur V

- États-Unis : 6,62 millions de téléspectateurs[38] (première diffusion)
- France : 1,6 million de téléspectateurs (première diffusion)

- Peter Weller (Alistair Peck)
- Laara Sadiq (Carol Bryce)
- Richard Harmon (l'adolescent faisant la manche)
- Marie Avgeropoulos (la serveuse du café)
- Kristen Ross (Arlette Turling)

Dans un train, une décharge d'énergie colossale cause la mort d'une douzaine de personnes dans une voiture de voyageurs. Le coupable serait en fait capable de courber l'espace-temps pour remonter dans le passé, ce qui entraînerait ces décharges. Walter et Allistair ont une discussion au cours de laquelle Walter évoquera le signe de pardon qu'il attend de Dieu pour pouvoir confesser à Peter le secret dont il est partie intégrante.

### Épisode 18:Le Passage
- États-Unis : 22 avril 2010 sur FOX
- Belgique : 8 septembre 2010 sur La Une[21]
- France : 10 novembre 2010 sur TF1[16]
- Suisse : 11 novembre 2010 sur TSR2[39]
- Québec : 29 septembre 2011 sur V

- États-Unis : 5,84 millions de téléspectateurs[40] (première diffusion)
- France : 2,3 millions de téléspectateurs (première diffusion)

- Sebastian Roché (Thomas Jerome Newton)
- Katie Findlay (Jill Redmond)
- Ryan McDonald (Brandon)
- Shawn MacDonald (Daniel Verona)
- James Pizzinato (Dave)
- Peter Bryant (Ben McCalister)
- James Tsai (David Wu)

La division Fringe découvre que Newton et les polymorphes préparent une nouvelle opération d'envergure : recréer une porte entre les deux dimensions. Malgré tous leurs efforts pour le contrecarrer, Newton réussit à créer ce passage. À cette occasion, Peter comprend qu'il n'est pas de cette réalité et quitte l'hôpital où il était admis sans prévenir personne.

### Épisode 19:Il était une fois
- États-Unis : 29 avril 2010 sur FOX
- Belgique : 15 septembre 2010 sur La Une[21]
- France : 10 novembre 2010 sur TF1[16]
- Suisse : 11 novembre 2010 sur TSR2[39]
- Québec : 6 octobre 2011 sur V

- États-Unis : 5,55 millions de téléspectateurs[41] (première diffusion)
- France : 1,6 million de téléspectateurs (première diffusion)

- Ari Graynor (Rachel Dunham)
- Michael Cerveris (l'observateur Septembre)
- Lily Pilblad (Ella)
- Ryan McDonald (Brandon)

- Le titre original de l'épisode peut signifier un dessert américain traditionnel, mais est également le nom d'une variété de Marijuana, substance que Walter confirme avoir prise au début de l'épisode.
- Dans un contexte de semaine musicale sur la FOX en hommage à la série événement Glee, cet épisode est un épisode musical[42]. Cet épisode fait fortement référence au roman et au film Princess Bride principalement par l'idée que l'on ne peut pas mourir jeune quand on connaît le grand amour, le récit par ailleurs est très similaire dans les réactions d'Ella.
- Alors que l'histoire de Walter est censée se passer à l'époque d'Al Capone, elle est remplie d'anachronismes, tels les ordinateurs ou téléphones portables, mais on mettra ceci sur le compte de la drogue qu'il a fumée juste au début.

### Épisode 20:La Rencontre
- États-Unis : 6 mai 2010 sur FOX
- Belgique : 15 septembre 2010 sur La Une[21]
- France : 17 novembre 2010 sur TF1[16]
- Suisse : 18 novembre 2010 sur TSR2[43]
- Québec : 13 octobre 2011 sur V

- États-Unis : 5,82 millions de téléspectateurs[44] (première diffusion)
- France : 2 millions de téléspectateurs (première diffusion)

- Martha Plimpton (le shérif Ann Mathis)
- Sebastian Roché (Thomas Jerome Newton)
- Patrick Gilmore (II) (l'adjoint du shérif Bill Ferguson)
- Christine Chatelain (Krista Manning)
- Juan Riedinger (Craig Shoen)

Peter a quitté la côte Est pour l'État de Washington. Dans une cafétéria, il sympathise avec une serveuse, qui lui propose de le rejoindre après son service. Elle sera retrouvée morte avec le crâne ouvert et une partie du lobe temporal manquant : la marque de Newton. Peter assiste la shérif chargée de l'enquête, malgré les réticences du début. Ils arrêteront un homme mais qui n'a aucun rapport avec Newton. Ce dernier retrouve plus tard Peter dans sa chambre de motel et lui présente alors le secrétaire à la Défense du monde parallèle, Walter Bishop, son vrai père, surnommé Walter-ego.

### Épisode 21:De l'autre côté –1repartie
- États-Unis : 13 mai 2010 sur FOX
- Belgique : 22 septembre 2010 sur La Une[21]
- France : 17 novembre 2010 sur TF1[16]
- Suisse : 18 novembre 2010 sur TSR2[43]
- Québec : 27 octobre 2011 sur V

- États-Unis : 6 millions de téléspectateurs[45] (première diffusion)

- Leonard Nimoy (William Bell)
- Ari Graynor (Rachel Dunham)
- Ryan McDonald (Brandon)
- Lily Pilyblad (Ella Blake)
- David Call (Nick Lane)
- Orla Brady (Elizabeth Bishop)
- Seth Gabel (Lincoln Lee)
- Pascale Hutton (Sally Clark)
- Omar Metwally (James Heath)
- Philip Winchester (Frank Stanton)
- Kirk Acevedo (Charlie Francis)

La division Fringe a repéré Peter mais ce dernier décide de repartir avec son vrai père dans le monde parallèle, là d'où il vient. Walter est effondré. Dunham boit un verre dans un bar lorsqu'un Observateur lui confie de manière fugace un document montrant Peter au centre d'une machine provoquant une destruction à grande échelle. Dunham et Walter partent avec trois autres anciens cobayes de Bell pour le monde parallèle. Une fois sur place, ils se rendent à un rendez-vous avec Bell mais c'est l'autre division Fringe qui les attend. Walter se fait tirer dessus dans sa fuite et se retrouve séparé de Dunham. Pendant ce temps, Peter se réveille dans la maison familiale et fait la connaissance de sa vraie mère. Cette dernière lui confie des plans techniques d'une machine. Dunham retrouve Bell devant la maison de son double.
- Le générique de début est rouge, marque de l'Autre Univers, au lieu du bleu habituel, marque de cet Univers-ci.
- L'agent Francis du monde parallèle semble avoir souffert de parasites intestinaux sous forme d'arachnoïdes, tout comme son alter ego dans l'épisode Médecine chinoise.

### Épisode 22:De l'autre côté –2epartie
- États-Unis : 20 mai 2010 sur FOX
- Belgique : 22 septembre 2010 sur La Une[21]
- France : 17 novembre 2010 sur TF1[16]
- Suisse : 18 novembre 2010 sur TSR2[43]
- Québec : 3 novembre 2011 sur V

- États-Unis : 5,68 millions de téléspectateurs[46] (première diffusion)

- Kirk Acevedo (Charlie Francis)
- Leonard Nimoy (William Bell)

## Réception critique
La deuxième saison a reçu de bonnes critiques selon le bilan tiré par le site Metacritic, qui lui attribue une note de 75 sur 100, estimée à partir de 10 critiques presse ; la note des internautes est à 7,9 sur 10, basée sur 74 votes.

## Informations DVD et Disque Blu-ray
- En zone 2 (dont la  France…) :
Coffret DVD Fringe - L'intégrale de la saison 2, édité par Warner Bros. est disponible en 6 DVD et en 4 Blu-ray depuis le (8 décembre 2010).